# Комер (Џорџија)
Комер (енгл. Comer) град је у америчкој савезној држави Џорџија. По попису становништва из 2010. у њему је живело 1.126 становника.

## Демографија
Према попису становништва из 2010. у граду је живело 1.126 становника, што је 74 (7,0%) становника више него 2000. године.
| Група             | 2000.       | 2010.       |
| Белци             | 819 (77,9%) | 874 (77,6%) |
| Афроамериканци    | 213 (20,2%) | 193 (17,1%) |
| Азијати           | 5 (0,5%)    | 24 (2,1%)   |
| Хиспаноамериканци | 11 (1,0%)   | 15 (1,3%)   |
| Укупно            | 1.052       | 1.126       |